# 李紫彤
李紫彤（英語：Lee Tzu Tung）是台灣的藝術家、導演，關注性別、政治、原住民、白色恐怖、以及國族認同等議題。他的創作以多媒體為主，結合網路、裝置、影像，也有多項參與式創作的藝術作品。

## 簡介

### 早期創作
大學時期，李紫彤與朋友共同合作拍攝了《擁抱》，該作品獲得 2010 年台大電影節徵影首獎。拍攝場景之一取自暱稱洞洞館的台大建築，他們配合當年的建築物拆除計畫，拍下這部藝術電影。

### 2013 - 2019
2018 年，由文化部贊助，與駐紐約臺北文化中心與紐約藝術機構 Residency Unlimited（RU）合作辦理的「2018 紐約 Residency Unlimited 創作發表計畫」中，李紫彤與劉仁凱獲選成為駐村藝術家。他們前往紐約進行為期四個月的藝術創作，並於 2018 年 9 月以《形式的不可能性》（The Impossibility of Form）為題，展示了他們在此期間的創作成果。 其中，成果展示作品《#迎靈者》（#GhostKeepers），是一項參與式藝術作品，該作品在世界各地尋找 70 年間，於不同國家因戰爭、白色恐怖等事件過世的受害者或加害者，與這些鬼魂對話，並開立這些鬼魂的社群媒體帳號，呈現這些鬼魂死後如何面對他們所屬的國家，同時也讓一般大眾能夠與這些鬼魂進行互動。
《時差書寫》（Writing the Time Lag）是一部實驗民族誌長片，始於 2014 年拍攝，並於 2019 年在台北當代藝術館、2020 年在里斯本大學人類學與藝術線上展（ANTART）中展出，主題聚焦於國族認同。在這段時期，李紫彤深入探訪各政治團體，如台灣人公共事務會、時代力量、民主進步黨等，並積極參與組織的活動，以親身經歷觀察政治活動。同時，他也到太巴塱、港口等部落拍攝紀錄片。除了探討政治和原住民議題外，這部影片還進行了多項藝術實驗，包括打破電影圈的性別問題，因此《時差書寫》的劇組成員全由女性組成；以及運用讓受訪者也成為拍攝者的參與式影片手法。
2019 年，李紫彤創作了交易藝術作品《帕斯堤貨幣》，旨在反思愛滋污名化的問題。這件作品結合了「貨幣」與「疾病」這兩者都可以被流通、量化和管控的特質，帕斯堤貨幣的交易方式隱喻愛滋病毒的傳播方式，讓民眾以藝術體驗愛滋感染者的心路歷程。這項藝術作品以帕斯堤貨幣進行交易的藝術拍賣會為形式，創造出社群金流，並在扣除藝術家的收入後，將全部收益捐贈給與愛滋相關的非政府組織，包括愛滋感染者權益促進會、感染誌、與臺灣同志諮詢熱線協會等組織。

### 2019 - 至今
2020 年 12 月，李紫彤與香港藝術家孫詠怡（Winnie Soon）發起了一個名為《岔經濟()》（Forkonomy()）的計畫。初版《岔經濟()》是一場在台灣 C-LAB 舉辦的合約議會，議會聚集了政策制定者、學者、海洋生態保護者、文化工作者、藝術家和社會運動行動者。參與者在這個另類議會中共同思考一個問題：「我們如何購買、擁有和鑄造一毫升的南海？」參與者共同制定了一份南海所有權合約。 會議決議以「合作社」（co-operative）形式共有、共管一毫升南海，並設定海水價格為 1.61 新台幣／毫升。作為協會的一部分，每位參與者同意共同承擔南海的生態和經濟責任。計畫亦採用開源的自由軟體和去中心化協定。
2023 年，李紫彤獲選參與文化部駐英國代表處文化組與黛芬娜基金會（Delfina Foundation）合作的藝術家駐村計畫，並前往倫敦展開為期 12 週的駐村計畫。在駐村期間，他以英國在二次世界大戰期間發展的桌遊為基礎，設計了一套劇本，讓參與者以輕鬆、具創造性的方式，思考台灣可能發生戰爭的嚴肅政治問題。 同時，李紫彤與《美學程式設計》（Aesthetic Programming） 的作者孫詠怡（Winnie Soon）和傑夫・考克斯（Geoff Cox）共同組織了《美感程式設計－分岔工作坊》。 在這個工作坊中，他們引導參與者運用開源社群「分岔（forking）」的概念理論，將程式語言以多元分岔的方式翻譯為中文、身體語言或視覺資訊。透過參與者的討論、翻譯、編輯和其他創意手段，共同「分支」《美學程式設計》所涵蓋的程式概念，揭示版本、分岔和翻譯在全球華語語境中的政治性。

## 外部連結
- 李紫彤 Lee Tzu-Tung （页面存档备份，存于）
- YouTube上的李紫彤頻道
- 從「參與式影像」看見他人閃閃發光的生命經驗─訪李紫彤（上） （页面存档备份，存于）
- 「參與式影片」是想像實踐，也是自省回顧─訪李紫彤（下） （页面存档备份，存于）